# Toucouleur

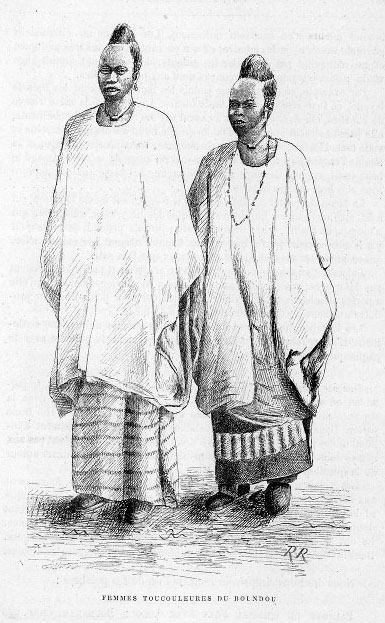
Donne toucouleur del Senegal, illustrazione di 1890

I Toucouleur (o Haalpulaar'en) sono un'etnia dell'Africa Occidentale appartenenti al gruppo Fula, dediti principalmente all'agricoltura e presenti in Senegal, Mauritania, Mali e Guinea. Parlano la lingua futa tooro (o fouta-toro), che è un dialetto del pulaar (fula), e da qui deriva il nome con cui si riferiscono a sé stessi, haalpulaar'en, letteralmente "coloro che parlano pulaar". L'origine del nome toucouleur è invece controversa; secondo alcune fonti verrebbe dal francese e significherebbe "di tutti i colori"; altre fonti lo considerano invece una francesizzazione di un termine indigeno precedente al contatto con gli europei, col significato di "popolo di Tekrur", dall'antico regno di Tekrur.

## Cultura e società
La cultura dei Toucouleur è analoga a quella degli altri gruppi Fula, da cui si distinguono soprattutto in quanto agricoltori stanziali. La religione predominante è l'Islam, ma sopravvivono credenze tradizionali animiste. La società è patriarcale e fortemente gerarchica, con un sistema di 12 caste ulteriormente suddivise in classi.